# Paul Korir
Paul Kipketer Korir (né le 15 juillet 1977 à Kipkoror dans la Vallée du Rift) est un athlète kényan spécialiste du 1 500 mètres.

## Carrière
Il fait ses débuts sur la scène internationale à l'occasion des Jeux africains de 2003, s'adjugeant le titre du 1 500 m devant son compatriote Robert Rono. Sélectionné pour les Championnats du monde de Paris, Paul Korir échoue au pied du podium, à trois dixièmes de seconde seulement de l'Ukrainien Ivan Heshko, médaillé de bronze. Il établit lors du Meeting de Bruxelles la meilleure performance de sa carrière sur 1 500 m en 3 min 30 s 72, et remporte par ailleurs la Finale mondiale d'athlétisme à Monaco. 
En début d'année 2004, Paul Korir remporte son premier titre international majeur à l'occasion des Championnats du monde en salle de Budapest. Il s'impose au sprint, sur 1 500 m, avec le temps de 3 min 52 s 31, devançant Ivan Heshko et Laban Rotich. En juillet 2004, le Kényan remporte les Championnats d'Afrique à Brazzaville.

## Records
| Épreuve         | Temps         | Lieu       | Date             |
| --------------- | ------------- | ---------- | ---------------- |
| 1 500 m         | 3 min 30 s 72 | Bruxelles  | 5 septembre 2003 |
| 1 500 m (salle) | 3 min 37 s 05 | Birmingham | 20 février 2004  |

## Palmarès
| Date | Compétition                    | Lieu        | Place | Épreuve |
| ---- | ------------------------------ | ----------- | ----- | ------- |
| 2003 | Jeux africains                 | Abuja       | 1er   | 1 500 m |
| 2003 | Championnats du monde          | Paris       | 4e    | 1 500 m |
| 2003 | Finale mondiale                | Monaco      | 1er   | 1 500 m |
| 2004 | Championnats du monde en salle | Budapest    | 1er   | 1 500 m |
| 2004 | Championnats d'Afrique         | Brazzaville | 1er   | 1 500 m |
| 2004 | Finale mondiale                | Monaco      | 5e    | 1 500 m |